# Artur Siódmiak
Artur Siódmiak, poljski rokometaš, * 7. oktober 1975, Wągrowiec.
Leta 2008 je na poletnih olimpijskih igrah v Pekingu v sestavi poljske reprezentance osvojil 5. mesto.